# Löwenstein
Pour les articles homonymes, voir Löwenstein (homonymie).
Löwenstein est une ville de Bade-Wurtemberg (Allemagne), située dans l'arrondissement de Heilbronn, dans la Région de Heilbronn-Franconie, dans le district de Stuttgart.

## Histoire de la ville

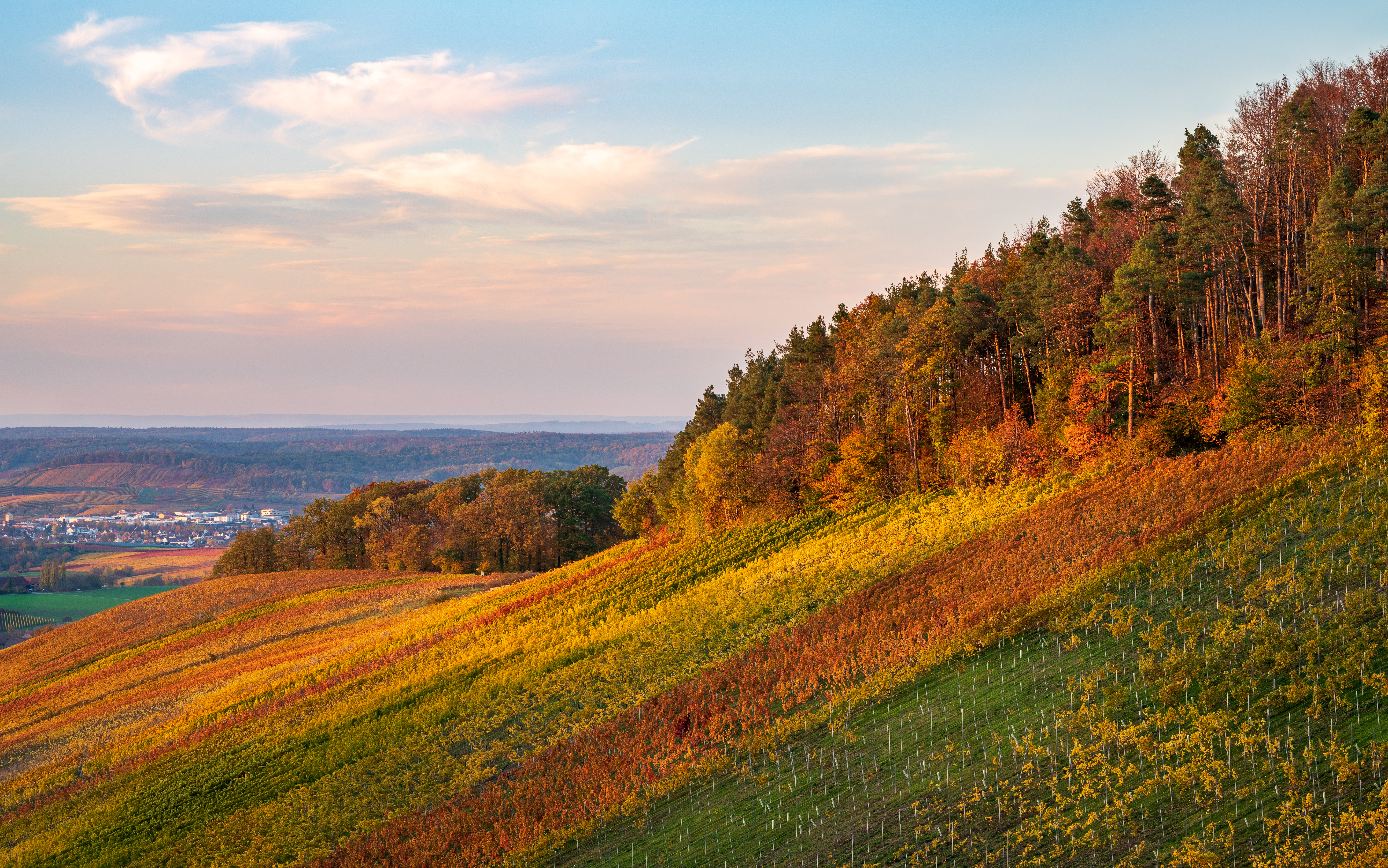
Löwenstein : Vue du chemin de terre sur la pente à l'est du cimetière au nord sur les vignobles et la lisière de la forêt au Wolfertsberg (à droite ; autre orthographe : "Wohlfahrtsberg") ; à gauche en arrière-plan une partie de la haute vallée de Sulm. Photo prise peu avant le coucher du soleil, un soir d'automne. La totalité de la zone visible appartient à la zone de protection du paysage "Oberes Sulmtal mit Randhöhen". Octobre 2020.

### Personnalités liées
- Karl Schwenzer (1843-1904), sculpteur et médailleur du royaume de Wurtemberg, né dans cette ville.